# Oleeae
Oleeae (маслини) — триба квіткових рослин родини маслинових, Oleaceae.

## Роди
Видовий склад родів і поширення згідно з Plants of the World Online, українські назви згідно з Кобівом:
| - Cartrema Raf. — 4 види — Північна Америки, Південно-Східна Азія - Chionanthus L. — 140 видів — Північна й Південна Америки, Азія, пн.-сх. Австралія - Comoranthus Knobl. — 3 види — Коморські острови, Мадагаскар - Forestiera Poir. — 22 види — пд. Північної Америки, Центральна Америка, Еквадор - Fraxinus L. (ясен) — 58 видів — Північна Америка, Євразія, пн.-зх. Африка - Haenianthus Griseb. — 3 види — Куба, Домініканська Республіка, Гаїті, Ямайка, Пуерто-Рико - Hesperelaea A.Gray — 1 вид (вимерлий в історичні часи) — був вузьким ендеміком острова Гвадалупе, невеликого острова в Тихому океані, частини мексиканського штату Нижня Каліфорнія - Ligustrum L. (бирючина) — 46 видів — Євразія, пн.-зх. Африка, пн.-сх. Австралія - Nestegis Raf. — 5 видів — Гаваї, Нова Зеландія, острів Норфолк - Noronhia Stadtm. ex Thouars — 106 видів — Африка - Notelaea Vent. — 12 видів — Австралія - Olea L. (маслина) — 12 видів — Африка, пд. Європа, пд. Азія, сх. Австралія - Osmanthus Lour. (духмяноцвіт) — 29 видів — Кавказ, Азія - Phillyrea L. — 2 види — Середземноморський регіон - Picconia DC. — 2 види — Азорські острови, Канарські острови, острови Мадейра - Priogymnanthus P.S.Green — 4 види — Південна Америка - Schrebera Roxb. — 8 видів — сх. Південна Америка, Африка, пд. Азія - Syringa L. (бузок) — 12 видів — Європа, Азія |